# Heliveh
Heliveh (em persa: هليوه, também romanizada como Helīveh; também conhecida como Ḩalīveh) é uma aldeia do distrito rural de Abanar, no condado de Abdanan, da província de Ilam, Irã.
No censo de 2006, sua população era de 350 habitantes, em 72 famílias.